# 高知県立武道館
高知県立武道館（こうちけんりつぶどうかん）は、高知県高知市丸ノ内一丁目にある武道館、スポーツ施設。致道館跡に建つ本館と、分館の弓道場の高知県立弘徳館がある。

## 概要
武道その他のスポーツの振興とそれに伴う健全な心身の育成を目的に1979年（昭和54年）に開設された。本館は高知城付近にある城西公園内の藩政時代に16代藩主山内豊範の命を受けた吉田東洋により開設された教育施設「文武館（致道館）」の跡地（明治以降1976年（昭和51年）まで高知刑務所）に建つ。分館の弘徳館は高知城西の丸に設けられている。
武道館
- 3階 - 試合場 991 m2（33.1×29.94 m）
- 4階 - 観客席 482席（274 m2）

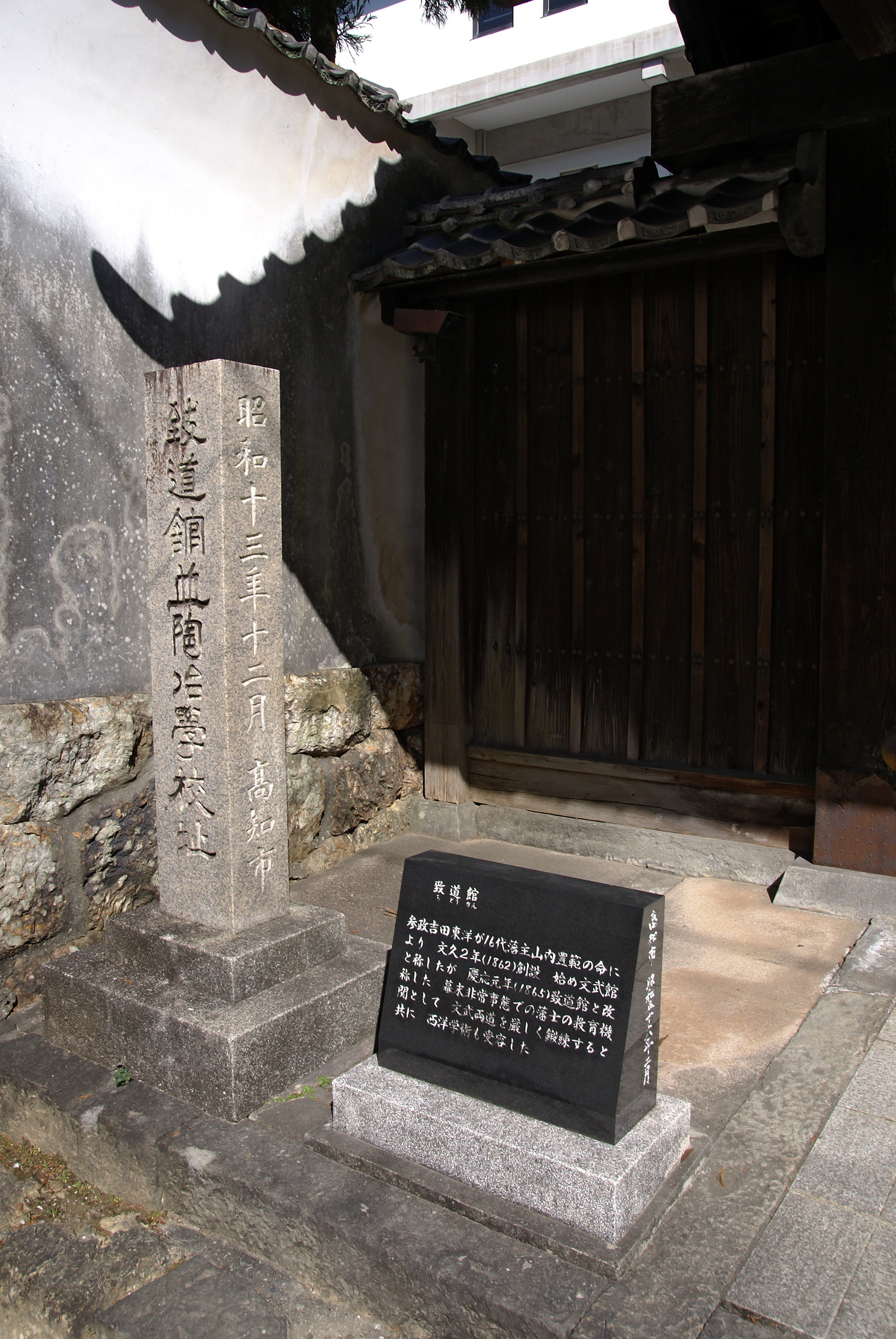
致道館跡を示す石碑

弘徳館（弓道場）
- 近的射場
- 遠的射場

- 致道館跡を示す石碑

## 利用情報
- 開館時間：8:30 - 21:00[3]
- 休館日：12月29日 - 1月3日[3]

## 建築概要
本館
- 起工 - 1978年（昭和53年）12月20日
- 竣工 - 1979年（昭和54年）9月30日
- 開館 - 1979年（昭和54年）11月1日
- 所在地 - 〒780-0850 高知市丸ノ内一丁目8番3号

分館（弘徳館）
- 起工 - 1980年（昭和55年）7月11日
- 竣工 - 1981年（昭和56年）2月20日
- 開館 - 1981年（昭和56年）4月1日
- 所在地 - 〒780-0850 高知市丸ノ内一丁目2番71号

## アクセス
- とさでん交通伊野線 グランド通停留場 徒歩8分[4]または南はりまや橋バス停からとさでん交通県庁経由みづき坂行「城西公園西」バス停下車

## 周辺
- 高知城
- 城西公園（敷地内）